# Ганс Фоселер
Ганс Фоселер (нім. Hans Vosseler, 5 лютого 1949) — німецький плавець.
Срібний медаліст Олімпійських Ігор 1972 року в естафеті 4x200 метрів вільним стилем.